# Tramwaje w Red Oak
Tramwaje w Red Oak − zlikwidowany system komunikacji tramwajowej w Red Oak w Stanach Zjednoczonych, działający w latach 1892−1901.

## Historia
Linię tramwaju konnego w Red Oak uruchomiono w kwietniu 1892. Linia tramwajowa zaczynała się koło dworca kolejowego, dalej poprowadzono przez centrum do zajezdni tramwajowej zlokalizowanej przy Prospect Street. Tramwaje w Red Oak nigdy nie przynosiły dużych zysków. System zlikwidowano w 1901. 